# Lijst van voetbalinterlands Australië - Noorwegen
Deze lijst van voetbalinterlands is een overzicht van alle officiële voetbalwedstrijden tussen de nationale teams van Australië en Noorwegen. De landen speelden tot op heden drie keer tegen elkaar, te beginnen met een vriendschappelijke duel op 25 januari 1997 in Sydney. De laatste ontmoeting, eveneens een vriendschappelijke wedstrijd, vond plaats in Oslo op 23 maart 2018.

## Wedstrijden
| № | Plaats | Datum            | Competitie        | Wedstrijd             | Uitslag |
| - | ------ | ---------------- | ----------------- | --------------------- | ------- |
| 1 | Sydney | 25 januari 1997  | Vriendschappelijk | Australië – Noorwegen | 1 – 0   |
| 2 | Londen | 16 november 2004 | Vriendschappelijk | Noorwegen – Australië | 2 – 2   |
| 3 | Oslo   | 23 maart 2018    | Vriendschappelijk | Noorwegen − Australië | 4 − 1   |

## Samenvatting
| Competitie        | Totaal gespeeld | Winst Australië | Gelijk | Winst Noorwegen | Doelsaldo Australië – Noorwegen |
| ----------------- | --------------- | --------------- | ------ | --------------- | ------------------------------- |
| Vriendschappelijk | 3               | 1               | 1      | 1               | 4 − 6                           |
| Totaal            | 3               | 1               | 1      | 1               | 4 − 6                           |

Wedstrijden bepaald door strafschoppen worden, in lijn met de FIFA, als een gelijkspel gerekend.

## Details

### Eerste ontmoeting
De eerste ontmoeting tussen de nationale voetbalploegen van Australië en Noorwegen vond plaats op 25 januari 1997. Het vriendschappelijke duel, gespeeld in het kader van een vierlandentoernooi en bijgewoond door 17.429 toeschouwers, werd gespeeld in het Sydney Football Stadium in Sydney, en stond onder leiding van scheidsrechter Eddie Lennie uit Australië. Hij deelde drie gele kaarten uit. Verdediger Erik Hoftun (Rosenborg BK) maakte zijn debuut voor de Noorse nationale ploeg.
| Vriendschappelijk (Sydney, Australië, 25 januari 1997): |              | |
| Australië | 1 – 0        | Noorwegen |
| Robbie Hooker 73' | goals        | |
| Terry Venables | bondscoach   | Egil "Drillo" Olsen |
| Zeljko Kalac Milan Ivanovic Matthew Bingley Mark Babic Alex Tobin Craig Foster Robert Enes Robbie Hooker David Zdrilić Paul Trimboli 72' Kris Trajanovski 70' | opstellingen | Thomas Gill Tore Pedersen Dan Eggen Erik Hoftun 39' André Bergdølmo Tore André Flo 77' Erik Mykland Bent Skammelsrud Ståle Solbakken 69' Sigurd Rushfeldt Håvard Flo |
| Ernie Tapai 70' Warren Spink 72' | wissels      | 39' Thomas Pereira 69' Stig Johansen 77' Trond Egil Soltvedt |
| Matthew Bingley 61' Paul Trimboli 62' | gele kaarten | 42' Dan Eggen |

### Tweede ontmoeting
De tweede ontmoeting tussen de nationale voetbalploegen van Australië en Noorwegen vond plaats op 16 november 2004. Het vriendschappelijke duel, bijgewoond door 7.364 toeschouwers, werd gespeeld op Craven Cottage in Londen, de thuisbasis van Fulham FC. De wedstrijd stond onder leiding van scheidsrechter Rob Styles uit Engeland. Hij deelde geen kaarten uit. Thomas Holm (Vålerenga IF) maakte zijn debuut voor de Noorse nationale ploeg.
| Vriendschappelijk (Londen, Verenigd Koninkrijk, 16 november 2004):                                                                                              |              | |
| Australië | 2 – 2        | Noorwegen |
| Tim Cahill 45' Josip Skoko 58' | goals        | 40' Steffen Iversen 73' Morten Gamst Pedersen |
| Frank Farina | bondscoach   | Åge Hareide |
| Mark Schwarzer Tony Popović Lucas Neill Josip Skoko Tony Vidmar Stan Lazaridis 54' Harry Kewell Brett Emerton 77' Tim Cahill 77' Mark Bresciano 46' Mark Viduka | opstellingen | Thomas Myhre Erik Hagen 46' Claus Lundekvam John Arne Riise 46' Thomas Holm Morten Gamst Pedersen Hassan El-Fakiri 46' Alexander Ødegaard Magne Hoseth 62' John Carew 78' Steffen Iversen |
| Vince Grella 46' Danny Tiatto 54' Scott Chipperfield 77' Ahmad Elrich 77'                                                                                       | wissels      | 46' Ragnvald Soma 46' Bengt Sæternes 46' Ardian Gashi 62' Azar Karadaş 78' Brede Hangeland                                                                                                |